# 田畑百貨店火災
田畑百貨店火災（たばたひゃっかてんかさい）は、1971年（昭和46年）5月12日未明に千葉県千葉市中央（現・千葉市中央区中央）2丁目に存在した百貨店「田畑百貨店」（鉄筋コンクリート造、地下3階、地上8階建、屋上塔屋2階建、延床面積16,655平方メートル）で発生した火災事故。
約16時間に亘って燃え続け、死者1名（同百貨店の社長）、負傷者63名（消防官）に及ぶ被害を出した。本件火災では防火区画の不備、竪穴等の施工不良、ベニヤ板遮蔽による無窓化などによって火災を延焼させたとして商業施設に対して消防当局が改善を指導するきっかけとなった。

## 会社概要
田畑百貨店は第二次世界大戦後、中国から引き揚げてきた田畑国利（1914年8月28日 - 1971年5月12日）が千葉市栄町で古着屋を1947年に開いたのが始まりである。その後衣類・雑貨へと販売品目を拡げ、1950年、千葉市中央2丁目にメリヤス雑貨店「田畑商店」を開店した。1963年4月、メリヤス雑貨店敷地に地上6階建ての「田畑百貨店」をオープンするとともに、百貨店とビルを管理する「田畑商店」を分離、両社の社長におさまった。1968年には、共同仕入機構を通じて伊勢丹と業務提携した。1968年には地上8階・地下3階に改築。
当時の田畑百貨店は奈良屋（のちにニューナラヤを経て三越千葉店）、扇屋（のちの扇屋ジャスコ）とともに千葉市の地場百貨店の一角を担う存在であったが、そごうを始めとする千葉県外資本の出店が相次いだこともあって千葉市内の百貨店では下位にあり、「若いあなたのデパート」をモットーに、巻き返しを図る最中の火災であった。
千葉市消防局は火災発生前の1970年11月30日と1971年3月11日に立ち入り検査を行っており、通常階段・非常階段に商品・陳列棚等が置かれていること、防火扉付近に商品が置かれており閉鎖できない状態になっていること、避難誘導が商品や内装によって見えにくくなっていること、増築を重ねたため店内が迷路状態になっており避難経路がわかりにくいこと、などの問題点を指摘していた。しかし、これらの改善は行われていなかった。

## 火災
1971年5月12日午前1時22分頃、千葉港へ戻る途中の船員3人がガラスの割れる音に気付き、屋外にあった木製段飾り付近から火が出ているのを発見した。近隣ビルの管理人などとともに消火に当たったものの、隣接していたシャッターの郵便受け口から建物内部の合板内壁に延焼。さらに店内奥へと延焼していった。千葉市消防局では消防車23台を出して消火に当たった。最初に延焼した旧館部分にはスプリンクラー設備が設置されておらず、防火区画の不備や合板で窓を塞ぐなどもあり、また、衣類などの商品や建材が猛煙を発生させたため消火に手間取り、延べ9380平方メートルを全焼、鎮火に約16時間を要するなど、当時としては焼失面積・延焼時間共に最大の火災となった。
損害額は建物6億5660万円、内容物7億5000万円であった。
消火作業中の12日午後3時5分、新館8階非常階段の踊り場で田畑国利社長（当時58歳）が遺体で発見された。この火災での唯一の犠牲者でもある。4階には社長室があって「住み込み社長」と自称する程普段よりここに泊まり込むことが多く、この時も前夜友人の祝賀会に出席した後、11日午後10時10分頃、社長室に戻って就寝。火災に気付いた時にはすでに煙が充満しており、エレベーターを使用することも階段を降りることもできず、肌着に裸足姿で上に向かったものの、屋上まであと10メートルのところで力尽きたものと見られている。千葉大学医学部での解剖の結果、死亡推定時刻は12日午前1時35分から40分までの間、一酸化炭素中毒による窒息死と推定された。
前日は定休日で従業員は慰安旅行に出ており、午前から当日午前0時頃まで地階（食品売場）で冷凍機の配管工事が行なわれていた。当初はこの時の溶接作業の火が他に燃え移ったと見られていた。木製段飾りの火元は放火とも通行人の煙草の投げ捨てとも言われているが、はっきりとした原因は不明である。

## 火災後
店舗焼失と経営者を失った田畑百貨店のダメージは大きく、救済を求める形で6月には西武百貨店と資本参加を含む業務提携を締結、伊勢丹との提携は解消された。
1972年（昭和47年）には一部店舗を再建して営業を再開。1974年（昭和49年）6月13日には食品と衣料品に特化する形で新装オープンした。しかし、火災の痛手からは立ち直れず1976年に閉店。同年12月1日、田畑百貨店跡地が千葉パルコとなって再オープン。その後売り上げの伸び悩みから1978年に一部を西友に業態転換し営業を継続してきたが、2016年11月30日をもって40年の歴史にピリオドを打った。跡地には20階建ての複合ビルの建設が予定されている。
なお、出火原因については特定できないまま1986年に公訴時効を迎え未解決に終わった。